# بورنموث الشرقية (دائرة انتخابية في المملكة المتحدة)
بورنموث الشرقية (بالإنجليزية: Bournemouth East)‏ هي إحدى الدوائر الانتخابية في المملكة المتحدة الممثلة في مجلس العموم في برلمان المملكة المتحدة.}}</ref>
}}</ref>
```
|votes   = 22,060
|percentage = 49.0
|change   = +0.8
```

}}</ref>
عضو البرلمان الذي يمثلها حالياً هو :Mr Tobias Ellwood (Con).